# LII Esposizione internazionale d'arte di Venezia

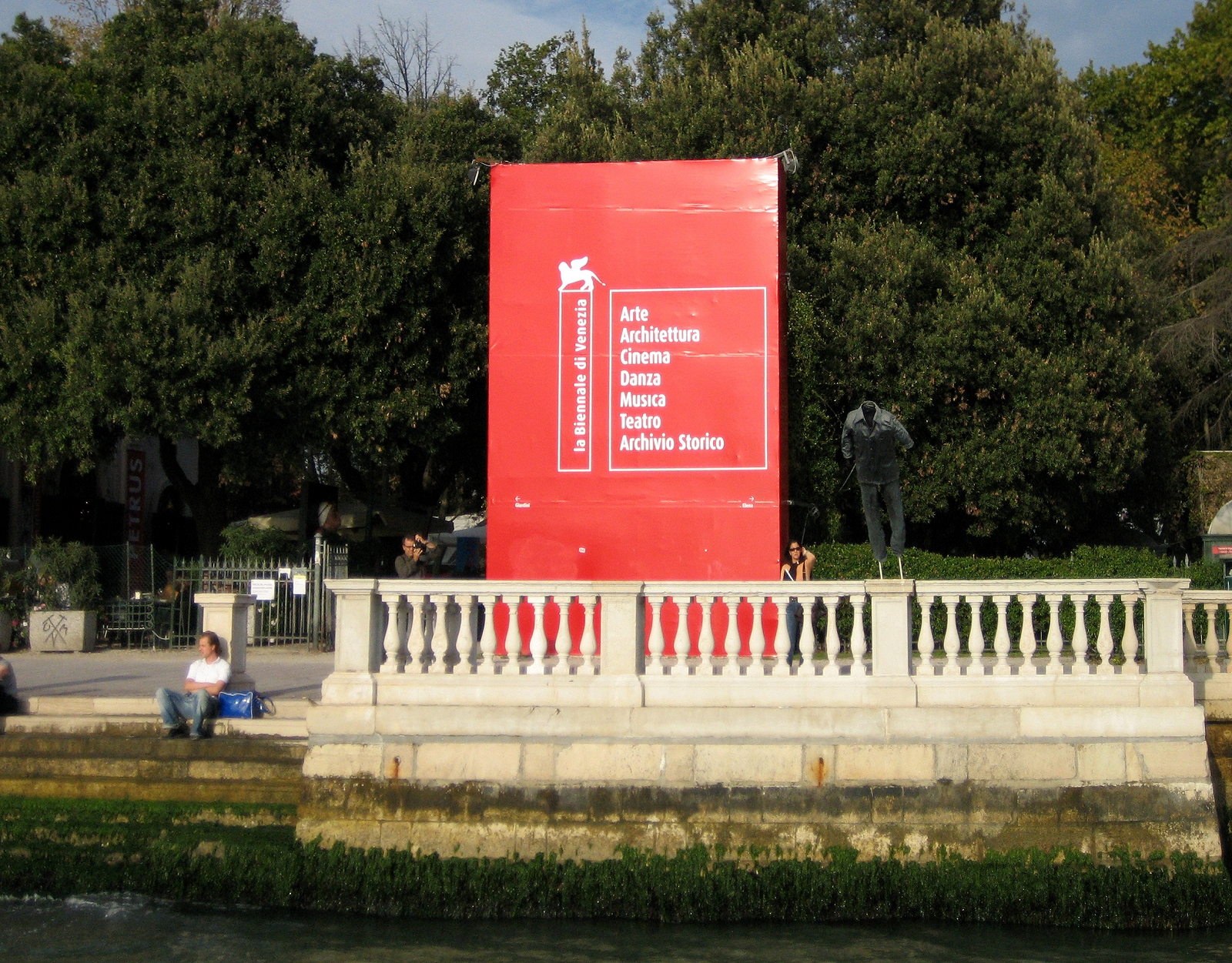
Ingresso dei Giardini della Biennale

La 52ª edizione dell'Esposizione Internazionale d'Arte si è svolta a Venezia dal 10 giugno al 21 novembre 2007 (con pre-apertura il 7, 8 e 9 giugno), sotto la direzione artistica di Robert Storr, prima volta di uno statunitense a ricoprire tale carica, che ha scelto come titolo della manifestazione Pensa con i sensi, senti con la mente: l'arte al presente (Think with the senses, Feel with the mind: Art in the present tense).
La conferenza stampa di inaugurazione si è tenuta il 7 giugno al Teatro Piccolo Arsenale con gli interventi del presidente della Biennale di Venezia Davide Croff e del curatore Robert Storr.
L'8 giugno si sono tenute al Teatro Piccolo Arsenale, in due momenti disgiunti, le presentazioni della Biennale di Atene, di Istanbul, di Lione, di Sydney e di Shanghai.
Per una coincidenza che accade raramente, tra il 10 e il 16 giugno 2007 si sono tenute le inaugurazioni della Biennale Arte di Venezia, di Art Basel di Basilea, di documenta 12 di Kassel e di Skulptur Projekte di Münster; pertanto gli organizzatori delle quattro manifestazioni internazionali d'arte hanno deciso di collaborare per facilitare gli spostamenti di appassionati e addetti ai lavori e l'apertura di un sito web comune (grandtour2007.com).
In sede di consuntivo la direzione della Biennale ha segnalato che nei 165 giorni dell'esposizione i visitatori sono stati 319 332 e oltre 34 000 le presenze nei quattro giorni di pre-apertura. La stampa accreditata era di 5 691 giornalisti, dei quali 3 927 esteri provenienti da 60 paesi e 1 764 italiani.
Anche il cinema si è occupato dell'esposizione veneziana: alcune scene di Colpo d'occhio di Sergio Rubini, ambientato nel mondo dell'arte contemporanea, sono state girate a Venezia nel periodo della Biennale, alcune scene de Le ombre rosse di Citto Maselli, il titolo provvisorio era Il fuoco e la cenere, sono state girate all'interno e all'esterno del Padiglione dell'Ungheria.

## Biennale Arte 2007
La storia dell'arte è una trama di epifanie intessute da molte mani e a diverse velocità. Il tempo presente dell'arte è il bordo esterno di quell'opera in progress.
Pensa con i sensi, senti con la mente: l'arte al presente è titolo scelto dal curatore Robert Storr per la 52ª Esposizione Internazionale d'Arte di Venezia.
Il titolo scelto raccoglie in sé una nuova concezione del fare arte e dell'opera d'arte nella contemporaneità. Pensa con i sensi, senti con la mente: l'arte al presente, allude all'inversione della percezione e alla creazione del nonsense  tipicamente dadaista. Il suo è una visione che l'arte non debba rientrare sotto categorie e assunzioni storico critiche per essere analizzata, e allo stesso momento l'opera non debba avere la pretesa di assumere un ruolo significante per l'evoluzione dell'arte stessa. Le realtà contemporanee, locali e globali, scelgono liberamente il loro corso, distaccandosi anche l'una dall'altra, partendo però da una serie di nuclei, usati come punti di riferimento da Storr, per indagare questa vasta e diversificata giovane produzione. «Tra questi vibranti punti di riferimento ci sono l'immediatezza della sensazione in relazione alla messa in discussione, l'emozione intima in relazione all'impegno della vita pubblica, appartenenza e spaesamento, fragilità della società e della cultura di fronte al conflitto, le caratteristiche forti dell'arte di fronte alla morte».
L'effetto inglobante dell'arte contemporanea agisce anche sulla sua espansione geografica. Molto importante in questo senso è la scelta del curatore dell'inserimento del padiglione nazionale della Turchia e quello regionale dell'Africa.

### Artisti invitati
Il curatore Robert Storr ha invitato 97 artisti, di cui 25 donne, o gruppi di artisti da tutto il mondo a partecipare alla Biennale Arte 2007.
- Ignasi Aballí
- Adel Abdessemed
- Alterazioni Video
- Francis Alÿs
- El Anatsui
- Giovanni Anselmo
- Yto Barrada
- Gabriele Basilico
- Louise Bourgeois
- Jan Christiaan Braun
- Daniel Buren
- Luca Buvoli
- Waltércio Caldas Junior
- Sophie Calle
- Paolo Canevari
- Christian Capurro
- Chen Zhen
- Manon de Boer
- Raoul De Keyser
- Iran do Espirito Santo
- James Drake
- León Ferrari
- Angelo Filomeno
- Yukio Fujimoto
- Charles Gaines
- Rainer Ganahl
- Tomer Ganihar
- Mario García Torres
- Shaun Gladwell
- Felix Gmelin
- Félix González-Torres
- Dmitrij Gutov
- Neil Hamon
- Lyle Ashton Harris
- Christine Hill
- Jenny Holzer
- Marine Hugonnier
- Pierre Huyghe
- Emily Jacir
- Kim Jones
- Ilya & Emilia Kabakov
- Y.Z. Kami
- Izumi Kato
- Ellsworth Kelly
- Martin Kippenberger
- Riyas Komu
- Guillermo Kuitca
- Rosemary Laing
- Leonilson
- Sol LeWitt
- Rosario López
- Nalini Malani
- Steve McQueen
- Andrej Monastirskij
- Hiroharu Mori
- Morrinho Project
- Joshua Mosley
- Oscar Muñoz
- Elizabeth Murray
- Zoran Naskovski
- Bruce Nauman
- Eyoum Nganguè & Faustin Titi
- Thomas Nozkowski
- Odili Donald Odita
- Melik Ohanian
- Philippe Parreno
- Dan Perjovschi
- Raymond Pettibon
- Sigmar Polke
- Emily Prince
- José Alejandro Restrepo
- Jason Rhoades
- Gerhard Richter
- David Riff
- Susan Rothenberg
- Robert Ryman
- Ernesto Salmerón
- Margaret Salmon
- Chéri Samba
- Fred Sandback
- Malik Sidibé
- Nedko Solakov
- Nancy Spero
- Tabaimo
- Elaine Tedesco
- Philippe Thomas
- Paula Trope
- Tatiana Trouve
- Valie Export
- Kara Walker
- Lawrence Weiner
- Franz West
- Sophie Whettnall
- Pavel Wolberg
- Yang Fudong
- Yang Zhenzhong
- Tomoko Yoneda

## Partecipazioni nazionali
La 52ª Esposizione Internazionale d'Arte ha visto 76 partecipazioni nazionali, il numero più alto nella storia, provenienti da tutti e cinque i continenti: 35 europee, 20 latino americane, 17 asiatiche, 2 nordamericane, 1 oceanica e 1 africana. I paesi che hanno partecipano per la prima volta alla manifestazione sono stati l'Azerbaigian, il Libano, il Messico, la Moldavia, il Tagikistan mentre per Bulgaria e Siria si trattava di un ritorno.
Il Padiglione Italia, spostato alle Tese delle Vergini dell'Arsenale, che era già stato inaugurato nel 2006 in occasione della 10ª Mostra internazionale di architettura, è stato affidato alla curatrice Ida Gianelli, direttore del Museo d'arte contemporanea del castello di Rivoli, e ha presentato Sculture di linfa di Giuseppe Penone, e Democrazy di Francesco Vezzoli, realizzate per l'occasione.
| Paese                                | Luogo                                                  | Titolo                                                      | Artista/i | Curatore/i                              | Note          |
| ------------------------------------ | ------------------------------------------------------ | ----------------------------------------------------------- | --- | --------------------------------------- | ------------- |
| Albania                              | Palazzo Malipiero                                      | The Albanian Theory                                         | Helidon Gjergji, Gent Gjokola, Alban Hajdinaj, Armando Lulaj, Heldi Pema | Bonnie Clearwater                       |               |
| Argentina                            | Ateneo Veneto                                          | Guillermo Kuitca, How Late is Now                           | Guillermo Kuitca | Inés Katzenstein                        |               |
| Armenia                              | Ca' Zenobio degli Armeni                               | Who Is the Victim?                                          | Sonia Balassanian | Nina Mőntmann                           |               |
| Australia                            | Padiglione ai Giardini                                 | The Object of Things                                        | Daniel von Sturmer | Juliana Engberg                         | [ 19 ]        |
| Australia                            | Palazzo Giustinian Lolin                               | Havoc                                                       | Susan Norrie | Juliana Engberg                         | [ 19 ]        |
| Australia                            | Ca' Zenobio degli Armeni                               | Valhalla                                                    | Callum Morton | Juliana Engberg                         | [ 19 ]        |
| Austria                              | Padiglione ai Giardini                                 |                                                             | Herbert Brandl |                                         | [ 20 ]        |
| Azerbaigian                          | Centro Culturale Zitelle                               | Omnia mea                                                   | Tora Aghabeyova, Faig Ahmed, Rashad Alakbarov, Orkhan Aslanov, Chingiz Babayev, Rena Effendi, Ali Hasanov, Orkhan Huseynov, Elshan Ibrahimov, Tamilla Ibrahimova, Rauf Khalilov, Labyrinth Art Groupan | Leyla Akhundzada, Sabina Shikhlinskaya  |               |
| Belgio                               | Padiglione ai Giardini                                 | Palais des Glaces et de la Découverte                       | Eric Duyckaerts | Christine Macel                         |               |
| Brasile                              | Padiglione ai Giardini                                 |                                                             | José Damasceno, Angela Detanico, Rafael Lain | Jacopo Crivelli Visconti                |               |
| Bulgaria                             | Palazzo Zorzi                                          | A Place You Have Never Been Before                          | Pravdoliub Ivanov, Ivan Moudov, Stefan Nikolaev | Vessela Nozharova                       | [ 21 ]        |
| Canada                               | Padiglione ai Giardini                                 | Dall'altra parte dello specchio                             | David Altmejd |                                         |               |
| Rep. Ceca e Slovacchia               | Padiglione ai Giardini                                 | Collection- Series                                          | Irena Jůzová | Tomáš Vlcek                             |               |
| Cina                                 | Giardino delle Vergini                                 | Miracoli quotidiani                                         | Fei Cao, Yin Xiuzhen, Xuan Kan, Shen Yuane Sen | Hou Hanru                               |               |
| Cipro                                | Palazzo Malipiero                                      | Vecchia terra, basta bugie, ti ho visto                     | Haris Epaminonda, Mustafa Hulusi | Denise Robinson                         |               |
| Corea del Sud                        | Padiglione ai Giardini                                 |                                                             | Hyungkoo Lee |                                         |               |
| Croazia                              | Fondazione Querini Stampalia                           | Latency                                                     | Ivana Franke | Branko Franceschi                       |               |
| Danimarca                            | Padiglione ai Giardini                                 |                                                             | Troels Wörsel | Holger Reenberg                         |               |
| Egitto                               | Padiglione ai Giardini                                 | Egitto... fonte di civiltà... e punto d'incontro di culture | Sahar Dergham, Haiam Abd El-Baky, Tarek El-Komy, Ayman El-Semary, George Fikry, Hadil Nazmy |                                         |               |
| Estonia                              | Palazzo Malipiero                                      | Loser's Paradise                                            | Marko Mäetamm | Mika Hannula                            |               |
| Ex Repubblica Jugoslava di Macedonia | Istituto Ciliota                                       | Logical Paintings                                           | Blagoja Manevski | Lazo Plavevski                          |               |
| Francia                              | Padiglione ai Giardini                                 | Take care of Yourself, 2007                                 | Sophie Calle | Daniel Buren                            |               |
| Georgia                              | Campo della Tana in Arsenale                           |                                                             | Eteri Chkadua, Zura Gugulashvili, Tamara Kvesitadze, Paata Sanaia, Sophia Tabatadze | Tamara Lortkifanidze, Nino Tchogoshvili |               |
| Germania                             | Padiglione ai Giardini                                 | Oil                                                         | Isa Genzken | Nicolaus Schafhausen                    | [ 22 ]        |
| Giappone                             | Padiglione ai Giardini                                 | Is there a future for our past? The dark face of the light  | Masao Okabe |                                         | [ 23 ]        |
| Gran Bretagna                        | Padiglione ai Giardini                                 | Borrowed Light                                              | Tracey Emin |                                         |               |
| Grecia                               | Padiglione ai Giardini                                 | The End                                                     | Nikos Alexiou | Yorgos Tzirtzilakis, Nadia Argyropoulou |               |
| Irlanda                              | Pio Ospedale della Pietà                               |                                                             | Gerard Byrne | Mike Fitzpatrick                        |               |
| Islanda                              | Palazzo Michiel del Brusà                              | Steingrimur Eyfjörd: The Golden Plover Has Arrived          | Steingrimur Eyfjörd | Hanna Styrmisdóttir                     |               |
| Israele                              | Padiglione ai Giardini                                 | Guardians of the Threshold                                  | Yehudit Sasportas | Suzanne Landau                          |               |
| Italia                               | Tese delle Vergini all'Arsenale                        | Sculture di linfa                                           | Giuseppe Penone | Ida Gianelli                            | [ 17 ] [ 18 ] |
| Italia                               | Tese delle Vergini all'Arsenale                        | Democrazy                                                   | Francesco Vezzoli | Ida Gianelli                            | [ 17 ] [ 18 ] |
| Lettonia                             | Scoletta di San Giovanni Battista e del SS. Sacramento | Paramirrors                                                 | Gints Gabrāns |                                         |               |
| Libano                               | ex Birreria Dreher, Giudecca                           | Foreword                                                    | Mounira Al-Solh, Fouad Elkoury, Lamia Joreige, Walid Sadek, Akram Zaatari | Saleh Barakat, Sandra Dagher            | [ 24 ]        |
| Lituania                             | Ludoteca Santa Maria Ausiliatrice                      | Villa Lituania                                              | Nomeda & Gediminas Urbonas |                                         |               |
| Lussemburgo                          | Ca' del Duca                                           | Endless Lust                                                | Jill Mercedes | Kevin Muhlen                            |               |
| Messico                              | Palazzo Soranzo Van Axel                               | Some things happen more often than all of the time          | Rafael Lozano-Hemmer | Priamo Lozada, Bárbara Perea            |               |
| Moldavia                             | Palazzo Correr                                         | Feel & Crash                                                | Svetlana Ostapovici | Francesco Elisei                        |               |
| Paesi Bassi                          | Padiglione ai Giardini                                 | Citizens and Subjects                                       | Aernout Mik | Maria Hlavajova                         | [ 25 ]        |
| Paesi Nordici                        | Padiglione ai Giardini                                 | Welfare - Farewell                                          | Adel Abidin, Jacob Dahlgren, Toril Goksøyr, Camilla Martens, Sirous Namazi, Lars Ramberg | René Block                              | [ 26 ]        |
| Paesi Nordici                        | Padiglione Alvar Aalto ai Giardini                     | Welfare - Farewell                                          | Maaria Wirkkala | René Block                              | [ 26 ]        |
| Polonia                              | Padiglione ai Giardini                                 | 1:1                                                         | Monika Sosnowska | Sebastian Cichocki                      |               |
| Portogallo                           | Fondaco Marcello                                       | Maison Tropicale                                            | Ângela Ferreira | Jürgen Bock                             |               |
| Romania                              | Padiglione ai Giardini                                 | Monumenti a budget ridotto                                  | Christoph Büchel, Giovanni Carmine, Victor Man, Cristi Pogacean, Florin Tudor, Mona Vatamanu | Mihnea Mircan                           |               |
| Russia                               | Padiglione ai Giardini                                 | ClickIhope                                                  | AES+F, Andrej Bartenev, Georgij Franguljan, Arsenij Meščerjakov, Julia Milner, Aleksandr Evgen'evič Ponomarëv                                                                                          | Olga Sviblova                           |               |
| Serbia                               | Padiglione ai Giardini                                 |                                                             | Mrdjan Bajić | Maja Ćirić                              |               |
| Singapore                            | Istituto veneto di scienze, lettere ed arti            | Figments, Fictions & Fantasies                              | Vincent Leow, Jason Lim, Zulkifle Mahmod, Da Wu Tang | Lindy Poh                               |               |
| Siria                                | Fondazione Valerio Riva                                | Sulle vie di Damasco                                        | Nasser Naassan Agha, Dario Arcidiacono, Stefano Bombardieri, Bassem Dahdouh, Renato Mambor, Philippe Pastor, Donato Piccolo, Concetto Pozzati, Alfredo Rapetti                                         | Duccio Trombadori                       |               |
| Slovenia                             | San Servolo                                            | Veneziano, Atmosferico                                      | Tobias Putrih | Mara Ambrožič                           |               |
| Slovenia                             | Galleria A+A                                           | Veneziano, Atmosferico                                      | Tobias Putrih | Mara Ambrožič                           |               |
| Spagna                               | Padiglione ai Giardini                                 | Paradiso spezzato                                           | José Luis Guerín, Los Torreznos, Rubén Ramos Balsa, Manuel Vilariño |                                         |               |
| Stati Uniti                          | Padiglione ai Giardini                                 | Felix Gonzalez-Torres: America                              | Felix Gonzalez-Torres | Nancy Spector (commissario)             | [ 27 ]        |
| Svizzera                             | Padiglione ai Giardini                                 |                                                             | Yves Netzhammer, Christine Streuli |                                         |               |
| Svizzera                             | Chiesa di San Stae                                     | Urs Fischer, Ugo Rondinone                                  | |                                         |               |
| Thailandia                           | Santa Croce 556                                        | Globalization: Please Slow Down                             | Amrit Chusuwan, Nipan Oranniwesna | Apisak Sonjod                           |               |
| Turchia                              | Artiglierie dell'Arsenale                              | Don't Complain                                              | Hüseyin Alptekin |                                         |               |
| Ucraina                              | Palazzo Papadopoli                                     | Poesia su un mare interno                                   | Sergei Bratkov, Dzine, Alexandre Hnilitsky, Boris Michajlov, Sam Taylor-Wood, Juergen Teller, Mark Titchner, Lesia Zaiats                                                                              | Aleksander Soloviov, Viktor Sydorenko   |               |
| Ungheria                             | Padiglione ai Giardini                                 | Kultur und Freizeit (Cultura e tempo libero)                | Andreas Fogarasi | Katalin Timár                           |               |
| Uruguay                              | Padiglione ai Giardini                                 | Imágenes (des) imágenes                                     | Ernesto Vila | Enrique Aguerre                         |               |
| Venezuela                            | Padiglione ai Giardini                                 | Gods of America, le fotografie di Antonio Briceño           | Antonio Briceño | Luis Ángel Duque                        |               |
| Venezuela                            | Padiglione ai Giardini                                 | Multipolar Resituation                                      | Eloy Feria, Françoise Vincent | Zuleiva Vivas                           |               |

### Africa
Su iniziativa del direttore Robert Storr, nel 2007 è stato organizzato il primo Padiglione africano ufficiale della Biennale Arte con le opere di 30 artisti provenienti dalla Fondazione Sindika Dokolo di Luanda, in Angola.
| Paese  | Luogo                    | Titolo                | Artista/i | Curatore/i                  | Note |
| ------ | ------------------------ | --------------------- | --- | --------------------------- | ---- |
| Africa | Artiglierie all'Arsenale | Check List Luanda Pop | Ghada Amer, Oladélé Bamgboyé, Miquel Barceló, Jean-Michel Basquiat, Mario Benjamin, Bili Bidjocka, Zoulikha Bouabdellah, Loulou Cherinet, Dj Spooky, Marlene Dumas, Mounir Fatmi, Kendell Geers, Ihosvanny, Alfredo Jaar, Paulo Kapela, Amal Kenawy, Kiluanji Kia Henda, Santu Mofokeng, Nástio Mosquito, Ndilo Mutima, Ingrid Mwangi, Chris Ofili, Olu Oguibe, Tracey Rose, Ruth Sacks, Yinka Shonibare, Minnette Vàri, Viteix, Andy Warhol, Yonamine | Fernando Alvim, Simon Njami |      |

### Asia Centrale
L'Associazione Culturale Spiazzi ha ospitato il Padiglione dell'Asia centrale che presentava le opere di artisti di quattro repubbliche dell'Asia centrale ex sovietica.
Il tema di Muzykstan (che significa "Paese della musica"), sottotitolo: Generazione mediatica di artisti dell'Asia Centrale, era quello di collegare la musica popolare con l'arte contemporanea nella regione dell'Asia centrale. Ogni progetto si basava sul tema musicale locale, prioritario per ogni singolo artista. La componente visiva del progetto, la sua costruzione, il tema e la storia venivano poi sviluppati da ciascun artista come riflesso del retroterra sociale e culturale dell'Asia centrale.
| Paese        | Luogo                               | Titolo                                                                | Artista/i | Curatore/i                     | Note |
| ------------ | ----------------------------------- | --------------------------------------------------------------------- | --- | ------------------------------ | ---- |
| Kazakistan   | Associazione Spiazzi, Castello 3865 | Muzykstan. Media generation of contemporary artists from Central Asia | Abilsaid Atabekov, Azia Animation, Digsys, Natalya Dyu, Gaukhar Kiyekbayeva, Almagul Menlibayeva & German Popov, Gulnur Mukazhanova, Oksana Shatalova & Alla Girik, Alexander Ugay, Zadarnovsky Brothers, ZITABL | Yuliya Sorokina, Ulan Djaparov |      |
| Kirghizistan | Associazione Spiazzi, Castello 3865 | Muzykstan. Media generation of contemporary artists from Central Asia | Roman Maskalev, Aytegin Muratbek Uulu | Yuliya Sorokina, Ulan Djaparov |      |
| Tagikistan   | Associazione Spiazzi, Castello 3865 | Muzykstan. Media generation of contemporary artists from Central Asia | Jamshed Kholikov, Aleksei Rumyantsev | Yuliya Sorokina, Ulan Djaparov |      |
| Uzbekistan   | Associazione Spiazzi, Castello 3865 | Muzykstan. Media generation of contemporary artists from Central Asia | Vyacheslav Akhunov, Alexander Nikolaev, Vyacheslav Useinov, Jamol Usmanov | Yuliya Sorokina, Ulan Djaparov |      |

### Istituto Italo-Latino Americano
Sabato 9 giugno è stato inaugurato il Padiglione dell'Istituto Italo-Latino Americano (IILA), con la partecipazione di 21 artisti provenienti da 15 paesi dell'America Latina.
La curatrice argentina Irma Arestizábal aveva scelto come titolo dell'esposizione Territorios, citazione dello scrittore Ezequiel Martínez Estrada che definiva l'America Latina un archipielago di terre emerse, «costituita da Paesi che hanno in comune molti avvenimenti storici e caratteristiche geografiche e, tuttavia, formata da tanti diversi "territori"».
| Paese           | Luogo                    | Titolo      | Artista/i                                               | Curatore/i       | Note |
| --------------- | ------------------------ | ----------- | ------------------------------------------------------- | ---------------- | ---- |
| Bolivia         | Ca' Zenobio degli Armeni | Territorios | Narda Alvarado                                          | Irma Arestizábal |      |
| Cile            | Ca' Zenobio degli Armeni | Territorios | Mónica Bengoa                                           | Irma Arestizábal |      |
| Colombia        | Ca' Zenobio degli Armeni | Territorios | Mario Opazo                                             | Irma Arestizábal |      |
| Costa Rica      | Ca' Zenobio degli Armeni | Territorios | Cinthya Soto                                            | Irma Arestizábal |      |
| Cuba            | Ca' Zenobio degli Armeni | Territorios | René Francisco, Wilfredo Prieto                         | Irma Arestizábal |      |
| Rep. Dominicana | Ca' Zenobio degli Armeni | Territorios | Jorge Pineda                                            | Irma Arestizábal |      |
| Ecuador         | Ca' Zenobio degli Armeni | Territorios | Pablo Cardoso, María Verónica León, Manuela Ribadeneira | Irma Arestizábal |      |
| El Salvador     | Ca' Zenobio degli Armeni | Territorios | Ronald Morán                                            | Irma Arestizábal |      |
| Guatemala       | Ca' Zenobio degli Armeni | Territorios | Mariadolores Castellanos                                | Irma Arestizábal |      |
| Haiti           | Ca' Zenobio degli Armeni | Territorios | Andre Juste e Valdimir Cybil                            | Irma Arestizábal |      |
| Honduras        | Ca' Zenobio degli Armeni | Territorios | Xenia Mejía                                             | Irma Arestizábal |      |
| Nicaragua       | Ca' Zenobio degli Armeni | Territorios | Ernesto Salmerón                                        | Irma Arestizábal |      |
| Panama          | Ca' Zenobio degli Armeni | Territorios | Jonathan Harker                                         | Irma Arestizábal |      |
| Paraguay        | Ca' Zenobio degli Armeni | Territorios | William Paats, Paola Parcerisa                          | Irma Arestizábal |      |
| Perù            | Ca' Zenobio degli Armeni | Territorios | Jorge Eduardo Eielson, Patricia Bueno, Moico Yaker      | Irma Arestizábal |      |

### Padiglione Venezia
Per l'esposizione del 2007 il Padiglione Venezia è tornato nei consueti spazi dei Giardini a disponizione del Comune di Venezia. L'allestimento veniva affidato ai curatori delle tre maggiori realtà culturali veneziane: Luca Massimo Barbero (Peggy Guggenheim Collection), Angela Vettese (Fondazione Bevilacqua La Masa), Chiara Bertola (Fondazione Querini Stampalia). Il tema del Padiglione, Omaggio a Vedova, era dedicato al pittore veneziano Emilio Vedova, scomparso il 25 ottobre 2006, con le opere di Marina Abramović, Vito Acconci, Vincenzo Agnetti, Georg Baselitz, Joseph Beuys, Gino De Dominicis, Rebecca Horn, Ketty La Rocca, Arnulf Rainer, e con il contributo della Fondazione Emilio e Annabianca Vedova.

### Premio per la Giovane arte italiana
Nella Sala Marcegaglia dell'Arsenale è stata presentata l'installazione Revenge di Nico Vascellari, quarto Premio per la Giovane arte italiana 2006/2007 promosso dal MAXXI - Museo nazionale delle arti del XXI secolo e dalla  DARC - Direzione Generale per l'Arte e l'Architettura Contemporanee.

## Eventi collaterali
34 eventi collaterali, approvati dal curatore Storr e promossi da enti e istituzioni pubbliche e private senza scopo di lucro, sono stati organizzati in numerose sedi della città di Venezia, proponendo un'ampia offerta di contributi e partecipazioni.

## Giuria
La Giuria per l'assegnazione dei riconoscimenti ufficiali era così composta:
Presidente
- Manuel J. Borja-Villel (direttore del Museu d'Art Contemporani de Barcelona)

Componenti
- Iwona Blazwick (direttrice Whitechapel Art Gallery, Londra)
- Ilaria Bonacossa (curatrice Fondazione Sandretto Re Rebaudengo, Torino)
- Abdellah Karroum (curatore indipendente, Parigi e Rabat)
- José Roca (Direttore artistico della Banca centrale della Repubblica di Colombia e direttore artistico di Philagrafika 2010)

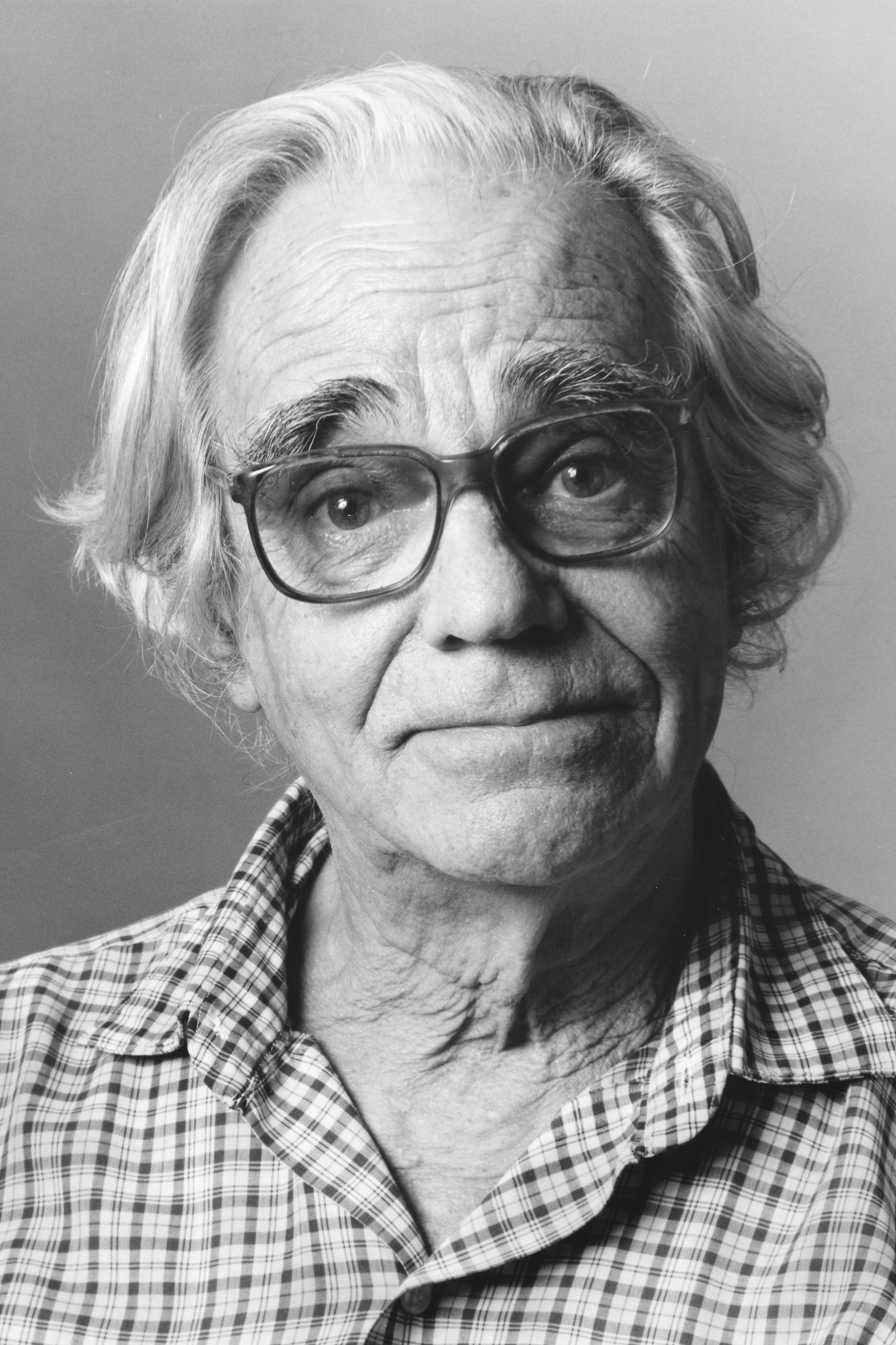
León Ferrari, Leone d'oro

## Premi
Il 17 ottobre 2007 sono stati assegnati i seguenti premi:
- Leone d'oro a un artista presente alla Mostra centrale internazionale: León Ferrari (Argentina)
  - Menzione d'onore a un artista presente alla Mostra centrale internazionale: Nedko Solakov (Bulgaria)
- Leone d'oro a un critico o a uno storico dell'arte per il suo contributo all'arte contemporanea: Benjamin Buchloh (Stati Uniti)
- Leone d'oro a un artista under 40 presente alla Mostra centrale internazionale o in una partecipazione nazionale: Emily Jacir (Palestina)
- Leone d'oro per la migliore partecipazione nazionale: Ungheria per Kultur und Freizeit (Cultura e tempo libero) di Andreas Fogarasi
  - Menzione d'onore a un Padiglione: Lituania per Villa Lituania di Nomeda & Gediminas Urbonas

Leone d'oro alla carriera, assegnato dal Consiglio di amministrazione della Biennale di Venezia il 10 giugno 2007: Malick Sidibé (Mali)

## Pubblicazioni
- Robert Storr (a cura di), Pensa con i sensi, senti con la mente. L'arte al presente - 52. Esposizione Internazionale d'Arte, 3 voll., Venezia, Marsilio, 2007, ISBN 978-88-317-9255-4.
- Robert Storr (a cura di), Pensa con i sensi, senti con la mente. L'arte al presente - 52. Esposizione Internazionale d'Arte - Guida breve, Venezia, Marsilio, 2007.
- (IT, EN) Ida Gianelli (a cura di), Giuseppe Penone. Sculture di linfa, Milano, Mondadori Electa, 2007, ISBN 978-88-370-5479-3.
- (IT, EN) Ida Gianelli (a cura di), Francesco Vezzoli. Democrazy, Milano, Mondadori Electa, 2007, ISBN 978-88-370-5482-3.